# WorldBox
WorldBox (от англ. world — «мир, свет; вселенная» + box — «коробка, ящик») — компьютерная инди-игра в жанре симулятора бога, созданная российским разработчиком Максимом Карпенко. Её первый прототип сделанный на Adobe Flash, был опубликован 24 сентября 2012 года на сайтах Newgrounds и Kongregate. 10 октября 2018 года была опубликована первая версия игры на Android; 3 февраля 2019 года игра вышла на iOS; 2 декабря 2021 года игра была портирована на PC (Windows и Linux), а также macOS, а после выпущена в Steam по программе раннего доступа.
Целей и сюжета в игре нет.

## Игровой процесс
Самый первый мир игрока, при его первом входе в игру, в отличие от всех остальных миров, достаётся готовым из файлов игры. Он сделан разработчиком в виде дракона. С последующими входами в игру миры будут генерироваться процедурно. При этом, игрок сам может создавать миры в неограниченном количестве, открыв соответствующее для этого внутриигровое окно и задав там параметры создаваемому миру. Но для этого есть и шаблоны. Такие миры будут генерироваться так же, как и те, которые создаются автоматически при входе в игру — процедурно.
У каждого биома в WorldBox уникальные климат, флора и фауна, зависимые от семян, с помощью которых он создан.
В WorldBox более 55 существ и 4 гуманоидных расы (люди, орки, дварфы, эльфы), из которых есть одно гигантское, которым может управлять игрок — Крабзилла (англ. Crabzilla), являющееся отсылкой на Годзиллу. Игроку предоставляется возможность просматривать характеристики существ, и наблюдать за ними. Также, при помощи сил, существ можно либо усиливать, либо ослаблять, давать и забирать разные черты.

## Обзоры
Элис Белл в своей статье на RPS назвала игру «очень детализированным симулятором бога»; рецензент сайта Multiplayer.it похвалил WorldBox, но отметил, что она рассчитана на любителей, а всем остальным «покажется скучной из-за отсутствия какого-либо основного повествования или кампании»; журнал NME считает, что игра «балансирует на грани между игровым и творческим набором инструментов и представляет собой более лёгкий взгляд на симуляторы бога».

## Скандал
В ноябре 2020 года разработчик сообщил, что подставная компания, известная как Stavrio LTD, скопировала Worldbox после того, как он отказался позволить им купить игру во время конференции в прошлом году, и попыталась использовать это название в качестве торговой марки. Это привело к тому, что Максим попытался заставить Google Play принять меры против игры, запустив хэштег «#saveworldbox».